# Schwarzburgové
Schwarzburgové nebo Schwarzburkové (německy Haus Schwarzburg) byl starobylý německý šlechtický rod, původem z Durynska. První zmínky o rodu jsou z 11. století.

## Historie rodu

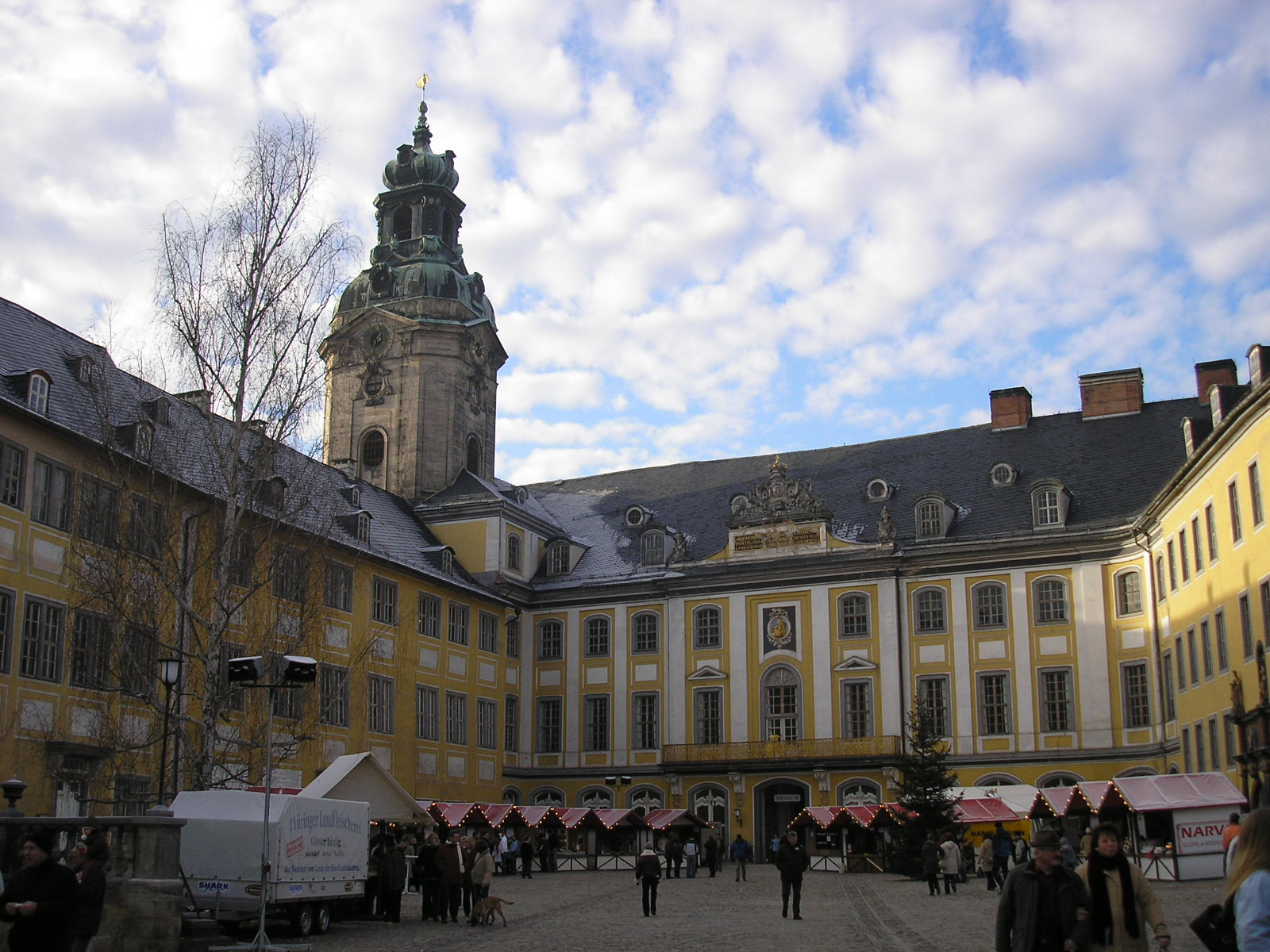
Zámek Heidecksburg, Rudolstadt

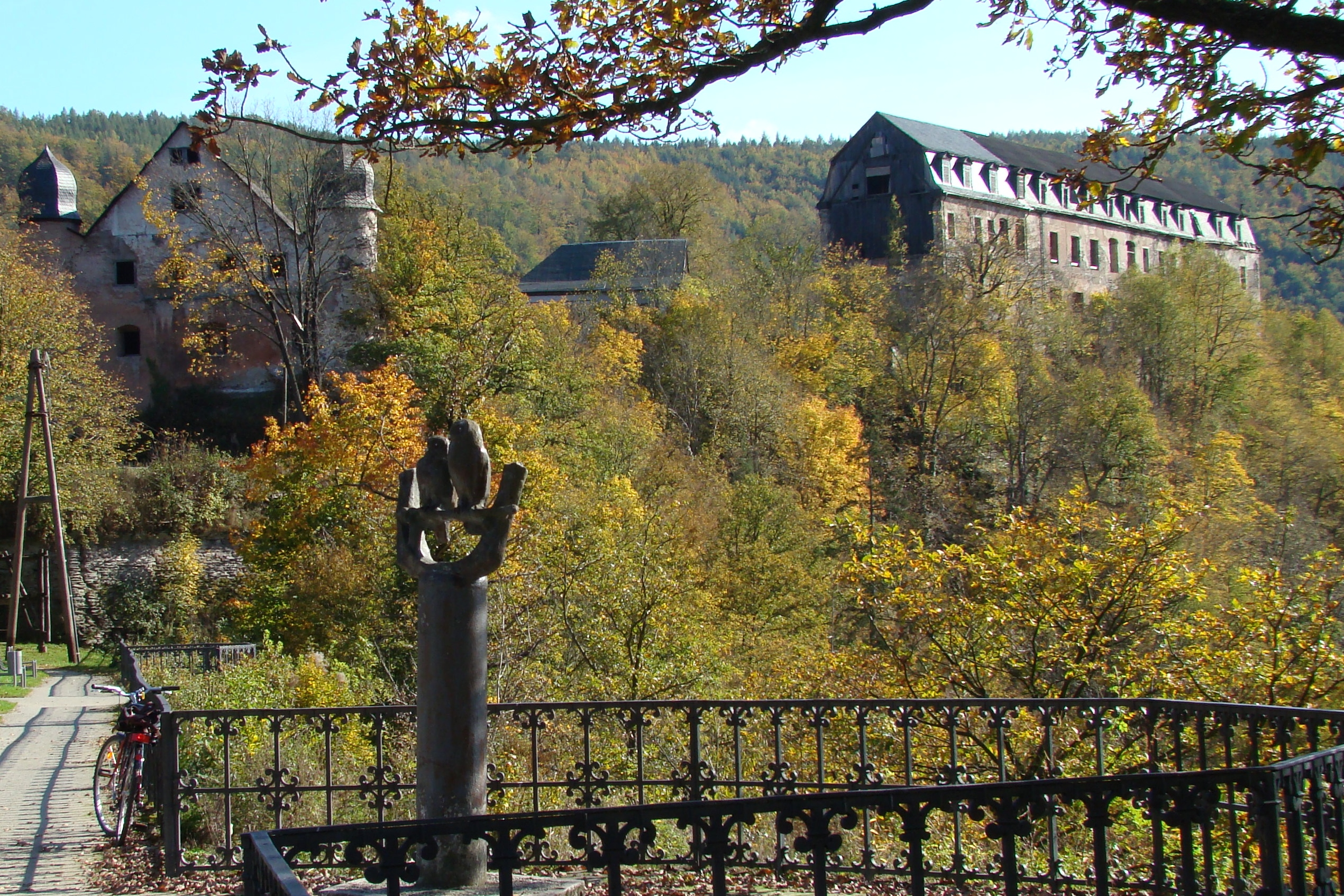
Zámek Schwarzburg ve Schwarzburgu

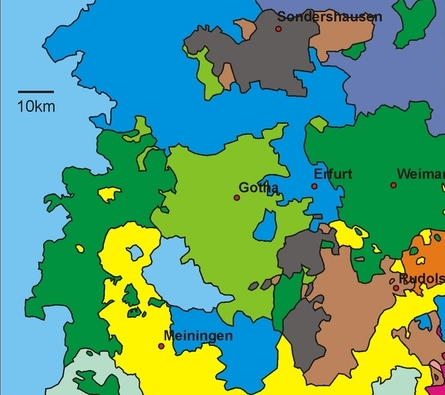
Schwarzburg-Rudolstadt (hnědě), Schwarzburg-Sondershausen (šedě)

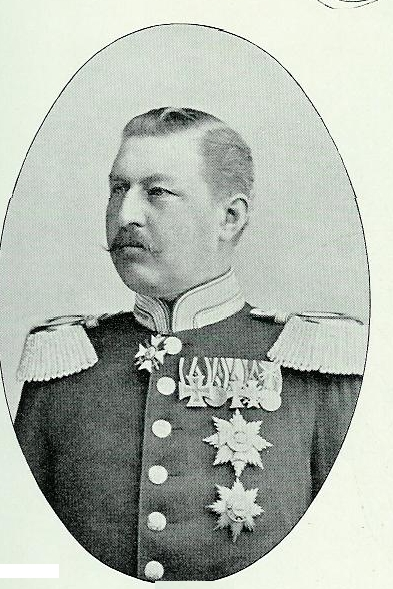
Günther Victor (1852–1925)

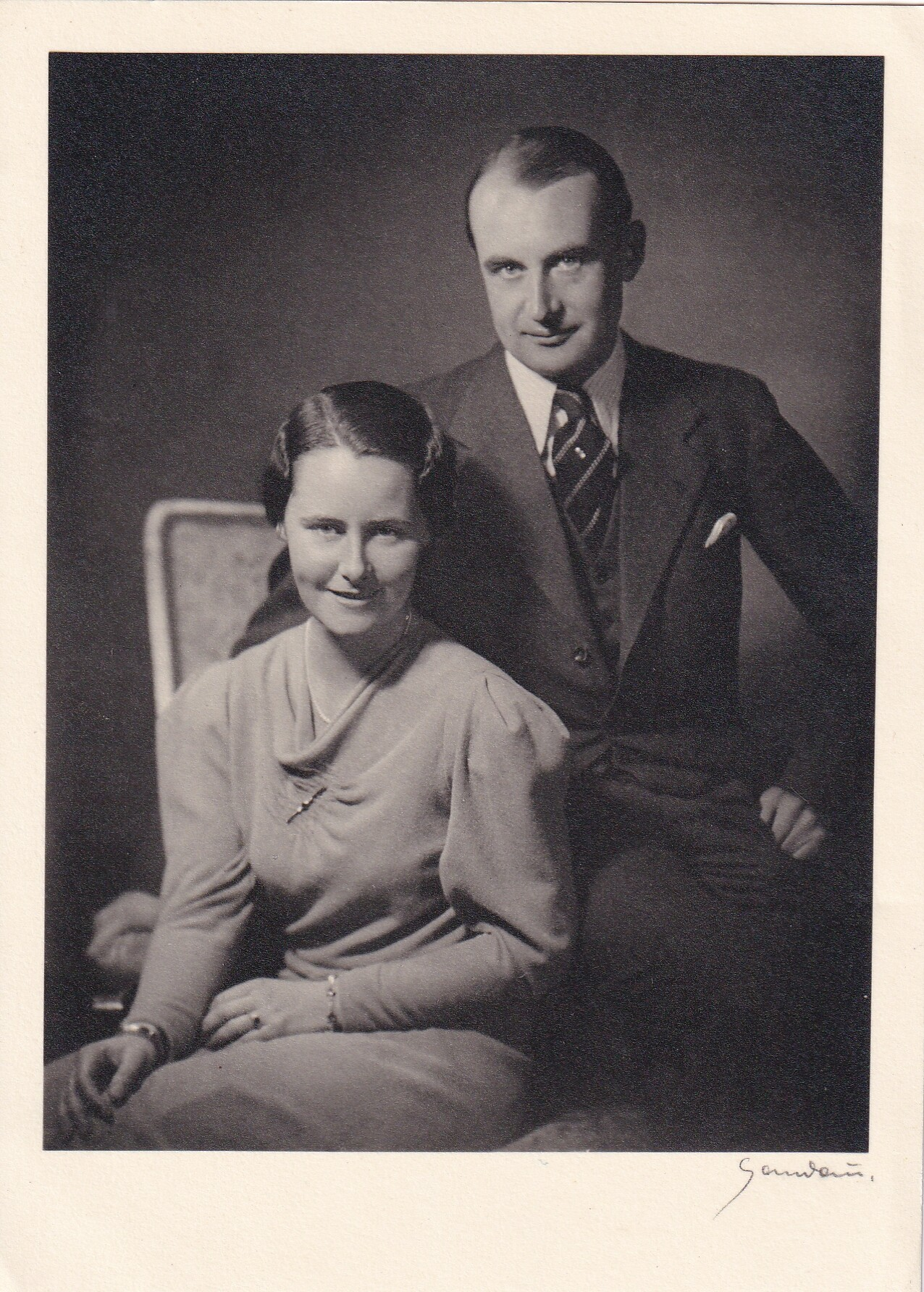
Princ Friedrich Günther (1901–1971) a princezna Sophie

Za zakladatele rodu je považován hrabě Sizzo I. (†1160), první hrabě ze Schwarzburgu. Své jméno nese rod podle hradu Schwarzburg, který byl jejích sídlem.
Syn hraběte Jindřicha VII., Günther Schwarzburský byl německým vzdorokrálem, v době vlády Karla IV.
Na začátku 16. století se rod rozdělil na 2 větve a to Schwarzburg-Rudolstadt a Schwarzburg-Sondershausen. Stalo se tak po smrti hraběte Günthera XLI. v roce 1583. Jeho mladší bratři si rozdělili území a toto rozdělení bylo potvrzeno v roce 1599.
V roce 1697 byly schwarzburské země povýšeny na říšská knížectví. Schwarzburgové vládli oběma svým knížectvím až do roku 1918, kdy byly svrženy všechny německé monarchie. V roce 1920 se obě země (Schwarzburg-Rudolstadt a Schwarzburg-Sondershausen) staly doučástí nové spolkové země Durynsko.
V roce 1909 vymřela knížetem Karlem Güntherem Sondershausenská větev rodu a území přešlo na větev Rudolstadtskou.
Rod vymřel po meči v roce 1971 smrtí knížete Fridrichem Güntherem. Po jeho smrti připadly veškeré nároky a post hlavy rodu jeho sestře Marii Antoinettě. Když i ona zemřela, vymřel v roce 1984 rod definitivně. Nárok na schwarzburské trůny poté zdědil její syn Fridrich Magnus.

## Schwarzburg
- Sizzo I. (-1005)
- Sizzo II. (-1075)
- Günther I. (-1109)
- Sizzo III. (1109–1160)
- Günther II. (1160–1197)
- Heinrich II. (1197–1236)
- Günther VII. (1236–1274)
- Günther IX. (1274–1289)
- Günther XII. (1289–1308)
- Heinrich VII. (1308–1324)
- Günther XL. (1526–1552)

## Schwarzburg-Rudolstadt
- Albrecht VII. (1537–1605)
- Karl Günther I. (1576–1630)
- Ludwig Günther I. (1581–1646)
- Emilie von Oldenburg-Delmenhorst (1614–70)
- Albert Anton (1641–1710)
- Ludwig Frederick I. (1667–1718)
- Friedrich Anton (1692–1744)
- Johann Frederick (1721–67)
- Ludwig Günther II. (1708–90)
- Friedrich Karl (1736–93)
- Ludwig Friedrich II. (1767–1807)
- Caroline Louise von Hessen-Homburg (1771–1854)
- Friedrich Günther (1793–1867)
- Albert (1798–1869)
- Georg Albert (1838–90)
- Günther Victor (1852–1925)

## Schwarzburg-Sondershausen
- Johann Günther I. (1532–1586)
- Anton I. (1505–1573) a Johann VII. (1540–1603) von Oldenburg
- Günther XLII. (1570–1643), Anton Heinrich, Johann Günther II. a Christian Günther I.
- Anton Heinrich (1571–1638)
- Johann Günther II. (1577–1631)
- Christian Günther I. (1578–1642)
- Christian Günther II. zu Arnstadt (1616–1666)
- Anton Günther I. zu Sondershausen (1620–1666)
- Ludwig Günther II. zu Ebeleben (1621–1681)
- Anton Günther II. zu Arnstadt (1653–1716)
- Christian Wilhelm (1647–1721)
- Anton Günther II. zu Arnstadt (1653–1716)
- Christian Wilhelm (1647–1721)
- Günther I. (1678–1740)
- Heinrich (1689–1758)
- Christian Günther III. (1736–1794)
- Günther Friedrich Carl I. (1760–1837)
- Günther Friedrich Carl II. (1801–1889)
- Karl Günther (1830–1909)
- Günther Victor von Schwarzburg-Rudolstadt (1852–1925)